# قائمة الصحفيين القتلى في اليمن
عملَ الصحفيون على تغطية الصراع بين الحوثيين والقوات السعودية؛ لكنهم في المقابل فقدوا حياتهم منذ عام 2015 تاريخ بداية الحرب الأهلية في اليمن. بشكل عام تتحمل كل الأطراف المسؤولية عن قتل الصحفيين فميليشيات الحوثي تتعمدُ تعذيب كل الصحفيين الذين يُعارضوها في حين تستهدف السعودية بشكل عشوائي ومكثف المناطق التي تُسيطر عليها جماعة أنصار الله مما يتسبب في قتل وجرح العاملين على تغطية الحرب.

## الصحفيين الذين قتلوا قبل عام 2011
- محمد روبوع: قُتل في 13 فبراير 2010 في محافظة حجة باليمن.[2]

## الصحفيين الذين قتلوا خلال انتفاضة اليمن
| التاريخ | الاسم              | القناة/الشركة                 | الموقع | ملاحظات                                                                         | المرجع            |
| ------- | ------------------ | ----------------------------- | ------ | ------------------------------------------------------------------------------- | ----------------- |
|         | جمال الشرعبي       | قناة مصدر                     | صنعاء  |                                                                                 | [ 3 ]             |
|         | محمد يحيى المعليا  | السلام                        | صنعاء  |                                                                                 | [ 4 ]             |
|         | حسن الوضحاف        | قناة الحرة                    | صنعاء  | تعرض لإصابة بالرصاص الحي من قناص مجهول خلال تغطيته لاحتجاجات 18 مارس/آذار 2011. | [ 5 ] [ 6 ] [ 7 ] |
|         | عبد المجيد السماوي | صحفي تلفزيوني                 | صنعاء  | تعرض لطلق ناري من قناص مجهول الهوية يوم 25 أيلول/سبتمبر 2011.                   | [ 8 ]             |
|         | عبد الحكيم النور   | جمعية إخبارية                 | تعز    | قُتل خلال قصف على مدينة تعز                                                      |                   |
|         | عبد الغني البريحي  | اليمن تي في                   | صنعاء  | [ 9 ]                                                                           |                   |
|         | فؤاد الشامري       | تلفزيون صعيدة (المدير المالي) | صنعاء  | قام قناص بقتله على الفور في أعقاب هجوم على مكتب وسائل الإعلام.                  | [ 10 ]            |

## الصحفيين الذين قتلوا منذ عام 2015
بحلولِ أيلول/سبتمبر 2014 استولى المتمردين الحوثيين على العاصمة اليمنيةصنعاء. مما اضطر الحكومة اليمنية إلى الفرار من المدينة والتخلي عن السلطة. معظم المواقع التي قُتل فيها الصحفيين هي تلك المناطق التي يسيطر عليها الحوثيين وذلك بسبب اشتداد الصراع هناك هذا فضلا عن الغارات المكثفة لقوات التحالف على تلك المناطق.
| التاريخ        | الاسم               | القناة/الشركة                 | الموقع | ملاحظات                                                                       | المرجع                                    |
| -------------- | ------------------- | ----------------------------- | ------ | ----------------------------------------------------------------------------- | ----------------------------------------- |
| 4 يناير 2015   | خالد الوشلي         | قناة المسيرة                  | ذمار   | قُتل خلال انفجار قنبلة خلال تغطيته للأحدث في ذمار                              | [ 11 ] [ 12 ] [ 13 ]                      |
| 18 مارس 2015   | عبد الكريم الخيواني | صحفي حر                       | صنعاء  | قُتل الخيواني خلال هجوم متعمد وهو بداخل منزله                                  | [ 14 ]                                    |
| 20 أبريل 2015  | محمد شمسان          | اليمن اليوم                   | صنعاء  | قُتل محمد خلال غارة جوية سعودية على مناطق يسيطر عليها الحوثيين في صنعاء باليمن | [ 15 ]                                    |
| 21 ماي 2015    | يوسف العيزري        | سهيل تي في                    | ذمار   | قُتل العيزري خلال انفجار منزل في مدينة ذمار                                    | [ 16 ]                                    |
| 21 ماي 2015    | عبد الله قبيل       | شباب اليمن تي في، بلقيس تي في | ذمار   | قتل قبيل في نفس حادث مقتل يوسف                                                | [ 17 ]                                    |
| 17 سبتمبر 2015 | بلال شرف الدين      | قناة المسيرة                  | صنعاء  | قتل بلال خلال سلسلة غارات على مدينة صنعاء                                     | [ 18 ]                                    |
| 17 يناير 2016  | المقداد محمد        | صحفي حر                       | صنعاء  | قُتلَ المقداد خلال سلسلة غارات جوية للتحالف على مدينة صنعاء اليمنية             | [ 19 ] [ 20 ] [ 21 ] [ 22 ] [ 23 ] [ 24 ] |
| 21 يناير 2016  | هاشم الحمران        | قناة المسيرة                  | ضحيان  | قُتل الحمران خلال غارة جوية للسعودية على صعدة                                  | [ 25 ] [ 26 ]                             |
| 16 فبراير 2016 | أحمد الشيباني       | يمن تي في                     | تعز    | تمّ اعتيال الشيباني برصاص قناص خلال تغطيته لما يجري في تعز                     | [ 27 ] [ 28 ] [ 29 ] [ 30 ] [ 31 ]        |

### ردود الفعل
عبد الكريم خيواني:
«أدين مقتل عبد الكريم محمد خيواني الصحفي النهيز والمتميز ... وفاته خسارة لشعب اليمن. يجبُ تقديم قتلته إلى المحاكمة في أسرع وقت ممكن.» – إيرينا بوكوفا؛ المديرة العامة في منظمة اليونسكو.
محمد شمسان:
«قُتلَ خلال الصراع الدائر في اليمن الصحفي محمد راجح شمسان الذي يعملُ لصالح قناة اليمن اليوم. مقتله خسارة للمجتمع ككل خاصة أنّ المدنيين يعتمدون على وسائل الإعلام في توفير المعلومات الحيوية بخصوص سلامتهم. أدعو جميع الأطراف إلى الاحترام التام لوضع المدنيين وكذا للعاملين في مجال الإعلام تمشيا مع اتفاقيات جنيف» – إيرينا بوكوفا، المدير العامة لمنظمة اليونسكو.
بلال شرف الدين:
«نحمل التحالف مسؤولة عن وفاة زميلنا الذي لقي حتفه في الانفجار الذي كان يستهدف حي سكني مساء أمس في مدينة صنعاء» – الاتحاد الدولي للصحفيين.
المقداد موجالي:
«أدين مقتل المقداد، وأدعو جميع الأطراف إلى التأكد من قيام الصحفيين بعملهم في أفضل الظروف الممكنة تمشيا مع اتفاقيات الأمم المتحدة وقرار مجلس الأمن 2222 الذي اعتُمد في العام الماضي لتحسين سلامة الصحفيين في حالات الصراع.» – إيرينا بوكوفا، المديرة العامة منظمة اليونسكو.
هاشم علاء:
«أدين قتل هاشم علاء. لقد سلطت وفاته الضوء على الحاجة الماسة إلى تحسين أمن الإعلاميين في جميع الظروف ... إن توفير المعلومات أمر مهم لأي مجتمع ويُصبح أكثر أهمية عندما يتعلق الأمر بالمدنيين الذين يعيشون مع مشقة الصراع.» – ايرينا بوكوفا، المديرة العامة لمنظمة اليونسكو.
أحمد الشيباني: «أدين مقتل أحمد الشيباني. استهداف العاملين في الصحافة في حالات الصراع هو جريمة حرب بموجب القانون الدولي. كما أن هذا يحرم المدنيين من المعلومات المهمة ويقوض المناظرات العامة وهو أمر مهم جدا للمساعدة في استعادة السلام والاستقرار.» – إيرينا بوكوفا، المدير العامة لمنظمة اليونسكو.